# ワシーリー・サマルスキー＝ビホヴェッツ
ワシーリー・サマルスキー＝ビホヴェッツ（ロシア語: Василий Евграфович Самарский–Быховец、1803年11月7日 – 1870年5月31日）は、ロシア帝国の軍人、鉱山技師。1845年から1861年までの間、ロシア鉱山技術部隊のチーフを務めた。鉱物のサマルスカイト (サマルスカイト-(Y)、サマルスカイト-(Yb)、カシオサマルスキー石)および元素のサマリウムは彼の名に由来しており、人物名が元素名の由来となった初めての人物でもある。

## 生涯
サマルスキーはトムスク州の名家に生まれ、地元の鉱山学校 (Mining Cadet Corps) で軍による技術教育を受けた。1823年に卒業した後はコリヴァンの軍事施設やウラル鉱山の関連施設に勤務した。1828年、彼はサンクトペテルブルクへと転勤になり、ロシア皇帝の閣僚補佐や鉱山部主任、上級補佐官、鉱山技術部隊のチーフオフィサーなどを歴任した。1834年に彼は大尉に昇進し、1845年には大佐に昇進した。その翌年、彼は鉱山技術部隊のチーフスタッフに任命され、1861年までその任に就いた。その間、彼は鉱山技術部隊において教育を始め、最終的には科学評議会の一員となった。1860年に中将に昇進し、1861年には鉱山技術部隊の最高責任者ならびにロシアの鉱業憲章改訂委員会の委員長となった。1862年、彼は3ヶ月の長期休暇を取り、ロンドンで行われていた国際博覧会に出席した。1870年死去。サマルスキーは非の打ち所のない経歴を持つ多く受勲された将校だった。

## サマルスカイトとの関係
サマルスキー自身はサマルスカイトおよびサマリウムの研究に関与しておらず、彼の寄与した役割は鉱山の役人としてウラル産の鉱物標本の利用許可をドイツの鉱物学者グスタフ・ローゼに与えただけだった。グスタフは1839年にその試料を新規の鉱物として記述し、彼はその鉱物の主要構成元素がタンタルであると考えuranotantalumと名付けた。1846年から1847年にかけて、グスタフの兄弟であり同僚でもあったハインリヒ・ローゼがこの鉱物の主要構成元素がニオブであることを発見し、混乱を避けるため鉱物の名前を変えることを提案した。ハインリヒは鉱物標本の利用許可を与えたサマルスキーに敬意を表して新たな鉱物名はサマルスカイトとしたいと書き記している。その後いくつかのランタノイド元素がサマルスカイトから単離され、それらの元素の内の一つがポール・ボアボードランによって鉱物名からサマリウムと命名されたことによって、サマルスキーは人物名が元素名の由来となった初めての人物となった。